# 2021–2022-es női EHF-bajnokok ligája
A 2021–2022-es női EHF-bajnokok ligája az európai női kézilabda-klubcsapatok legrangosabb tornájának 29. kiírása. A címvédő ebben a szezonban a norvég Vipers Kristiansand csapata. Magyarországról két csapat kvalifikálta magát: az FTC-Rail Cargo Hungaria és a Győri Audi ETO KC.
A legjobb négy csapat az immár nyolcadszor megrendezendő Final Four keretében dönti el a bajnoki cím sorsát 2022. június 4-5-én Budapesten, az MVM Dome-ban.

## Csapatok
15 országból összesen 21 csapat nevezett a bajnokságba a 2021. június 21-i határidőig. Selejtezőt ebben az évben sem rendeztek, a nevező csapatok közül választotta ki az EHF végrehajtó bizottsága a 16 indulót.
| Csoportkör              | Csoportkör            | Csoportkör              | Csoportkör               |
| ----------------------- | --------------------- | ----------------------- | ------------------------ |
| Podravka Koprivnica     | Team Esbjerg          | Odense Håndbold         | Metz Handball            |
| Brest Bretagne Handball | Borussia Dortmund     | FTC-Rail Cargo Hungaria | Győri Audi ETO KC        |
| Budućnost               | Vipers KristiansandCV | CSM București           | Rosztov-Don              |
| CSZKA Moszkva           | Krim                  | IK Sävehof              | Kastamonu Belediyesi GSK |

## Csoportkör
A csoportkörben a 16 résztvevő csapatot két darab nyolccsapatos csoportra osztották. A csoporton belül a csapatok oda-vissza vágós rendszerű körmérkőzést játsszanak egymással. A csoportok első két helyén végző csapatai egyből a negyeddöntőbe jutnak, a 3-6. helyezettek pedig a nyolcaddöntőbe.

### A csoport
| #  | Csapat                  | M  | Gy | D | V  | G+  | G–  | Gk   | P  |
| -- | ----------------------- | -- | -- | - | -- | --- | --- | ---- | -- |
| 1. | Team Esbjerg            | 14 | 10 | 3 | 1  | 412 | 346 | +66  | 23 |
| 2. | Rosztov-Don             | 14 | 10 | 1 | 3  | 362 | 302 | +60  | 21 |
| 3. | FTC-Rail Cargo Hungaria | 14 | 8  | 3 | 3  | 378 | 372 | +6   | 19 |
| 4. | Brest Bretagne          | 14 | 8  | 1 | 5  | 392 | 365 | +27  | 17 |
| 5. | CSM București           | 14 | 7  | 1 | 6  | 365 | 342 | +23  | 15 |
| 6. | Borussia Dortmund       | 14 | 4  | 1 | 9  | 391 | 399 | –8   | 9  |
| 7. | Budućnost Podgorica     | 14 | 3  | 0 | 11 | 337 | 407 | –70  | 6  |
| 8. | RK Podravka Koprivnica  | 14 | 1  | 0 | 13 | 334 | 438 | –104 | 2  |

| ESB   | ROS   | FTC   | BRE   | CSM   | DOR   | BUD   | POD   |
| ----- | ----- | ----- | ----- | ----- | ----- | ----- | ----- |
|       | 25–18 | 33–27 | 28–28 | 22–21 | 34–24 | 35–20 | 30–17 |
| 25–27 |       | 19–20 | 26–24 | 10–0  | 37–27 | 30–20 | 34–23 |
| 31–31 | 25–25 |       | 28–27 | 31–30 | 23–21 | 26–22 | 33–27 |
| 26–23 | 18–29 | 30–25 |       | 24–21 | 31–25 | 25–21 | 35–22 |
| 29–29 | 27–30 | 27–21 | 29–30 |       | 33–29 | 30–22 | 29–21 |
| 29–32 | 25–31 | 25–25 | 30–27 | 22–25 |       | 30–34 | 38–14 |
| 25–36 | 19–25 | 26–30 | 30–28 | 20–28 | 29–34 |       | 27–21 |
| 26–27 | 22–23 | 29–33 | 28–39 | 31–36 | 24–32 | 29–22 |       |

### B csoport
| #  | Csapat                   | M  | Gy | D | V  | G+  | G–  | Gk   | P  |
| -- | ------------------------ | -- | -- | - | -- | --- | --- | ---- | -- |
| 1. | Győri Audi ETO KC        | 14 | 13 | 0 | 1  | 471 | 354 | +117 | 26 |
| 2. | Vipers Kristiansand      | 14 | 10 | 0 | 4  | 435 | 370 | +65  | 20 |
| 3. | Metz Handball            | 14 | 9  | 1 | 4  | 413 | 375 | +38  | 19 |
| 4. | CSZKA Moszkva            | 14 | 7  | 2 | 5  | 375 | 372 | +3   | 16 |
| 5. | Odense Håndbold          | 14 | 7  | 1 | 6  | 405 | 386 | +19  | 15 |
| 6. | Krim                     | 14 | 4  | 2 | 8  | 362 | 381 | –19  | 10 |
| 7. | IK Sävehof               | 14 | 3  | 0 | 11 | 351 | 461 | –110 | 6  |
| 8. | Kastamonu Belediyesi GSK | 14 | 0  | 0 | 14 | 349 | 462 | –113 | 0  |

| ETO   | VIP   | MET   | MOS   | ODE   | KRI   | SAV   | KAS   |
| ----- | ----- | ----- | ----- | ----- | ----- | ----- | ----- |
|       | 35–29 | 39–30 | 32–22 | 27–26 | 40–27 | 41–19 | 37–20 |
| 30–29 |       | 25–31 | 24–27 | 31–27 | 37–20 | 34–25 | 39–25 |
| 29–33 | 23–18 |       | 24–32 | 38–31 | 27–27 | 35–21 | 33–25 |
| 23–27 | 28–32 | 27–26 |       | 21–28 | 21–21 | 29–28 | 34–27 |
| 26–31 | 27–32 | 21–27 | 27–27 |       | 26–24 | 37–24 | 37–29 |
| 26–31 | 26–27 | 28–29 | 24–21 | 19–24 |       | 32–18 | 36–28 |
| 25–31 | 23–42 | 28–31 | 23–32 | 31–37 | 29–28 |       | 28–26 |
| 22–38 | 24–35 | 20–30 | 29–31 | 25–31 | 23–24 | 26–29 |       |

## Egyenes kieséses szakasz

### Nyolcaddöntő
| 1. csapat         | Össz. | 2. csapat               | 1. mérk. | 2. mérk. |
| ----------------- | ----- | ----------------------- | -------- | -------- |
| Krim              | 55–52 | FTC-Rail Cargo Hungaria | 33–26    | 22–26    |
| Borussia Dortmund | 41–62 | Metz Handball           | 22–30    | 19–32    |
| Odense Håndbold   | 51–53 | Brest Bretagne Handball | 25–24    | 26–29    |
| CSM București     | 20–0  | CSZKA Moszkva           | 10–0     | 10–0     |

### Negyeddöntők
Egy oda-vissza vágó után dől el a Final Fourba jutás.
| 1. csapat               | Össz. | 2. csapat           | 1. mérk. | 2. mérk. |
| ----------------------- | ----- | ------------------- | -------- | -------- |
| CSM București           | 52–53 | Team Esbjerg        | 25–26    | 27–27    |
| Brest Bretagne Handball | 44–56 | Győri Audi ETO KC   | 21–21    | 23–35    |
| Metz Handball           | 20–0  | Rosztov-Don         | 10–0     | 10–0     |
| Krim                    | 49–65 | Vipers Kristiansand | 25–32    | 24–33    |

### Final Four
A Final Four-t Budapesten az MVM Dome-ban rendezték.
|  |                     |                     |                     |                     |    |                   |                   |       |
|  | Elődöntők           | Elődöntők           | Elődöntők           |                     |    | Döntő             | Döntő             | Döntő |
|  | Elődöntők           | Elődöntők           | Elődöntők           |                     |    | Döntő             | Döntő             | Döntő |
|  | június 4.           |                     |                     |                     |    |                   |                   |       |
|  |                     |                     |                     |                     |    |                   |                   |       |
|  | Győri Audi ETO KC   | Győri Audi ETO KC   | 32                  |                     |    |                   |                   |       |
|  | Győri Audi ETO KC   | Győri Audi ETO KC   | 32                  | június 5.           |    |                   |                   |       |
|  | Team Esbjerg        | Team Esbjerg        | 27                  |                     |    |                   |                   |       |
|  | Team Esbjerg        | Team Esbjerg        | 27                  |                     |    | Győri Audi ETO KC | Győri Audi ETO KC | 31    |
|  | június 4.           |                     |                     |                     |    | Győri Audi ETO KC | Győri Audi ETO KC | 31    |
|  |                     |                     | Vipers Kristiansand | Vipers Kristiansand | 33 |                   |                   |       |
|  | Metz Handball       | Metz Handball       | Vipers Kristiansand | Vipers Kristiansand | 33 | 27                |                   |       |
|  | Metz Handball       | Metz Handball       |                     |                     |    |                   |                   |       |
|  | Vipers Kristiansand | Vipers Kristiansand | 33                  |                     |    |                   |                   |       |
|  | Vipers Kristiansand | Vipers Kristiansand | 33                  | Bronzmérkőzés       |    |                   |                   |       |
|  |                     |                     |                     |                     |    |                   |                   |       |
|  | június 5.           |                     |                     |                     |    |                   |                   |       |
|  |                     |                     |                     |                     |    |                   |                   |       |
|  | Team Esbjerg        | Team Esbjerg        | 26                  |                     |    |                   |                   |       |
|  | Team Esbjerg        | Team Esbjerg        | 26                  |                     |    |                   |                   |       |
|  | Metz Handball       | Metz Handball       | 32                  |                     |    |                   |                   |       |
|  | Metz Handball       | Metz Handball       | 32                  |                     |    |                   |                   |       |

## Statisztikák

### Góllövőlista
| #   | Játékos               | Csapat                   | Gól |
| --- | --------------------- | ------------------------ | --- |
| 1.  | Cristina Neagu        | CSM București            | 110 |
| 2.  | Nora Mørk             | Vipers Kristiansand      | 100 |
| 3.  | Helene Gigstad Fauske | Brest Bretagne Handball  | 87  |
| 3.  | Jamina Roberts        | IK Sävehof               | 87  |
| 5.  | Jovanka Radičević     | Kastamonu Belediyesi GSK | 86  |
| 5.  | Henny Reistad         | Team Esbjerg             | 86  |
| 7.  | Alina Grijseels       | Borussia Dortmund        | 84  |
| 8.  | Angela Malestein      | FTC-Rail Cargo Hungaria  | 81  |
| 8.  | Matea Pletikosić      | Budućnost                | 81  |
| 10. | Katarina Krpež Slezak | Krim                     | 79  |

Utolsó frissítés: 2022. június 5.

## Díjak

### All-Star csapat
Az All-Star csapat 60 jelöltjére szavazhattak a szurkolók a Final Four előtti három héten. A határidőig beérkezett több ezer szavazat alapján a szezon All-Star csapatát a Final Four előtt, 2022. június 3-án hirdették ki.
| Kapus      | Laura Glauser    | Győri Audi ETO KC       |
| Balszélső  | Sanna Solberg    | Team Esbjerg            |
| Balátlövő  | Cristina Neagu   | CSM București           |
| Irányító   | Stine Oftedal    | Győri Audi ETO KC       |
| Beálló     | Linn Blohm       | Győri Audi ETO KC       |
| Jobbátlövő | Nora Mørk        | Vipers Kristiansand     |
| Jobbszélső | Angela Malestein | FTC-Rail Cargo Hungaria |

### Egyéni díjak
- MVP:  Markéta Jeřábková ( Vipers Kristiansand)
- Legjobb edző:  Ambros Martín ( Győri Audi ETO KC)
- Legjobb fiatal játékos:  Pauletta Foppa ( Brest Bretagne Handball)
- Legjobb védőjátékos:  Kari Brattset ( Győri Audi ETO KC)